# Cécile Agnel
Pour les articles homonymes, voir Agnel.
 Cécile Agnel, née le 9 février 1921 à Beausoleil et morte le 13 juin 1943 à Chamonix, est une skieuse alpine française.

## Biographie
Elle est la fille des docteurs Ernest Agnel (vice-président de la Fédération française de ski de 1937 à 1940) et Marie Builloud. Elle a pour frère le skieur Louis Agnel et pour sœur la skieuse Marysette Agnel.
En février 1939, elle participe aux championnats du monde, à Zakopane. Il y prend la 8e place de la descente, et elle est la meilleure française en slalom avec une 11e place, ainsi qu'en combiné avec une 9e place . En mars elle prend la 3e place de la descente des championnats de France à Superbagnères (2e française).
En 1941, elle termine 2e de la descente des championnats de France à Superbagnères.
Elle trouve la mort le 13 juin 1943, en redescendant de l'Aiguille de Blaitière au dessus de Chamonix dans le massif du Mont-Blanc,.

## Palmarès

### Championnats du monde
| Épreuve / Édition      | Descente | Slalom | Combiné |
| Mondiaux 1939 Zakopane | 8e       | 11e    | 9e      |

### Championnats de France
| Édition / Epreuve               | Descente | Slalom | Combiné |
| ------------------------------- | -------- | ------ | ------- |
| Championnats 1938 Auron         | 10e      |        |         |
| Championnats 1939 Superbagnères | Bronze   | 7e     | 4e      |
| Championnats 1941 Superbagnères | Argent   |        |         |

## Articles annexes
- Meilleures performances françaises aux Championnats du monde de ski alpin